# DBC數碼電台

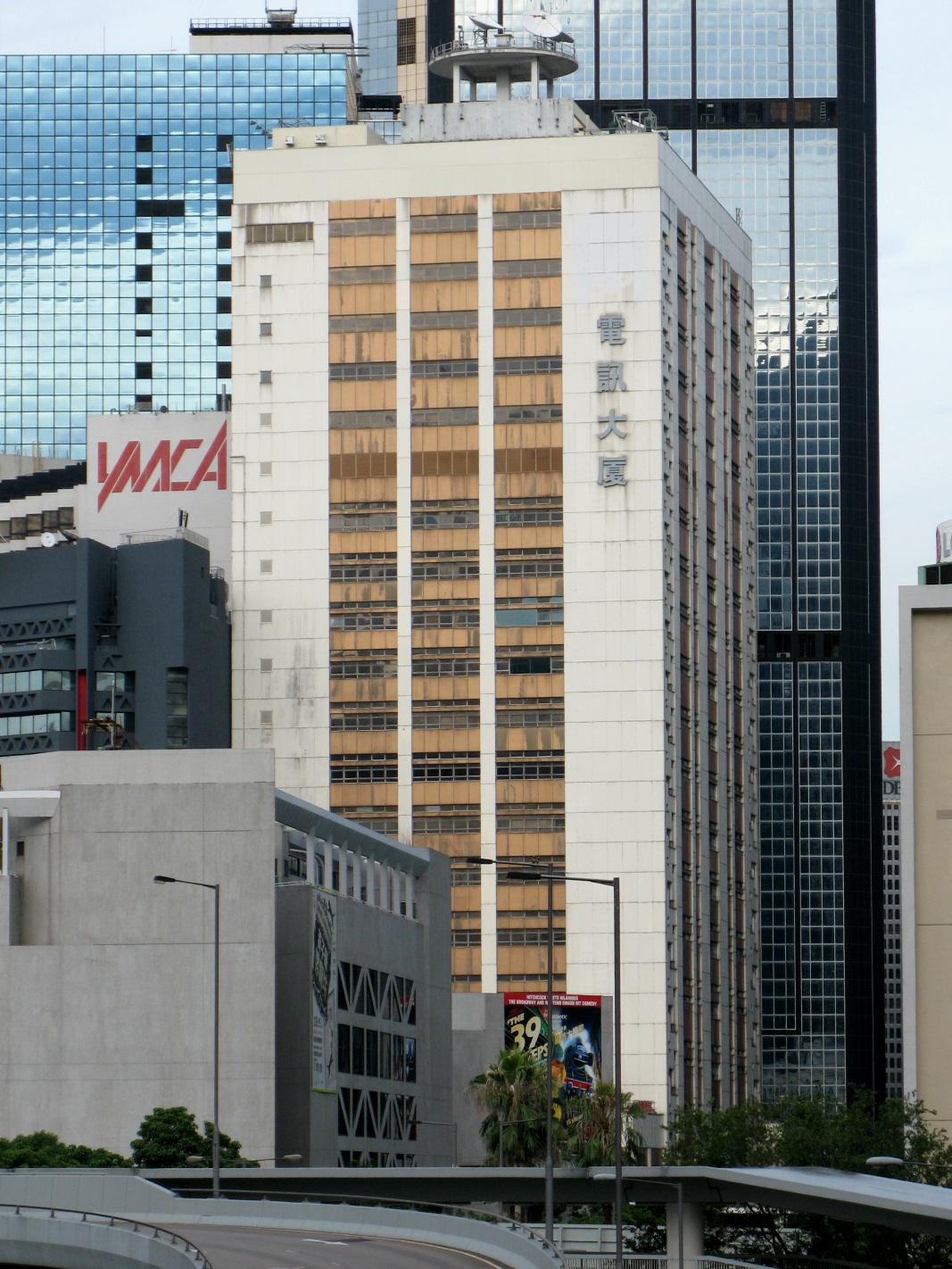
DBC數碼電台總部設於灣仔電訊大廈

DBC數碼電台全稱香港數碼廣播有限公司（英語：Digital Broadcasting Corporation Hong Kong Limited，縮寫：DBC），前身為於2008年獲得香港政府發放AM聲音廣播牌照的雄濤廣播有限公司（英語：Wave Media Limited），是香港的一家商業廣播電台，也曾經是香港數碼聲音廣播最大營辦商。
DBC數碼電台最初由香港名嘴、前立法會議員鄭經翰創辦及兼任台長。現時大股東港區全國政協委員黃楚標，董事會主席李國章教授、董事李少光、彭玉榮，行政總裁羅燦。
電台曾於2012年10月至2013年1月期間停播，引發香港數碼廣播停播風波，於2013年1月28日復播後，由麥潤壽接棒成為台長，7條頻道中，數碼一台、數碼二台及數碼五台提供節目，四條頻道播放類型不同歌曲及音樂。2013年9月16日DBC數碼電台七條頻道重新整合，並且分別命名為：「旗艦台」（數碼一台）、「新聞台」（數碼二台）、「財經台」（數碼三台）、「校園台」（數碼四台）、「笑融台」（數碼五台）、「音樂台」（數碼六台）及「戲曲台」（數碼七台），各台並設有即場DJ直播節目，並於同年12月20日舉行頻道正式廣播典禮。。
2016年8月8日，電台宣佈由於香港數碼聲音廣播業務發展步伐未如理想，公司業務得不到廣告的支持，經股東及董事會議決，在同日早上知會政府交還聲音廣播牌照，而大部分員工將服務至9月7日，電台將按照牌照繼續安排廣播至局方批准停止服務為止。同年10月11日，行政長官會同行政會議（行會）批准，由10月15日起終止香港數碼廣播的數碼廣播牌照，同時電台停播。

## 歷史

### 前期
雄濤廣播於2008年1月7日提交聲音廣播牌照的申請。香港政府於2008年7月9日公佈行政長官批准雄濤廣播的聲音廣播牌照申請，行政長官會同行政會議原則上批准雄濤廣播有限公司申請設置一條24小時粵語AM電台頻道，提供多元化知識型節目，牌照有效期12年。雄濤廣播又主動承諾提供200萬元履約保證金，建立所需的傳輸網絡，以及在獲發牌照後2年內開展服務。初時預計最快可於2009年第三季啟播。該頻道將提供每日24小時粵語廣播服務，當中包括每星期30小時時事和財經新聞、20小時時事評論節目、28小時音樂節目，其餘時段會製作一些有關生活趣味及進修的節目。雄濤廣播計劃投資最多1億4千萬港元，初期投入3千9百萬港元建設基礎設施；而經營初期料虧損約6千9百萬港元，預計要在經營3年後才能達致收支平衡。雄濤廣播將使用一條調幅為AM810千赫的頻道，覆蓋整個香港。
2008年11月12日，行政長官會同行政會議，正式向鄭經翰等政商界人士創立的雄濤廣播有限公司（雄濤廣播）批出有效期為12年的牌照，以採用調幅（AM）810千赫頻率設置和提供一條新的電台頻道。 
2009年10月，鄭經翰表示雄濤會使用數碼聲音廣播技術，會有7個台在11月開始試播，2010年11月可正式啟播。同年12月，鄭經翰表示準備自家生產數碼收音機及會低價出售，和會送出不多於5000個的數碼廣播收音機給專線小巴或小輪，內容包括流行曲、古典音樂及粵曲等。這僅屬試播，所以暫不會播放任何有主持的新聞或烽煙節目，料最快要到2010年底才能正式投入全面數碼廣播，而雄濤亦已經向老前輩電視台新聞記者挖角，為成立體育財經傳訊頻道作準備。

### 試播
2009年12月11日至2010年7月19日，雄濤廣播使用220.352兆赫試行廣播，設有7條數碼頻道：

Channel 1 : 數碼中文金曲台 (Hong Kong Legend)

Channel 2 : 數碼天碟台 (Audiophile)

Channel 3 : 數碼英文金曲台 (Golden Oldies)

Channel 4 : 數碼古典音樂台 (Classical Music)

Channel 5 : 數碼戲曲台 (Chinese Opera)

Channel 6 : 數碼亞洲音樂台 (Asian Music)

Channel 7 : 數碼怡情音樂台 (Easy Listening)
2010年7月23日進入第二期測試階段，測試頻道的數量大幅增加至20條。頻道1為DAB制式，頻道2至20則為DAB+制式。該測試階段已於2010年11月15日結束。於同月，放棄於2008年獲發牌時批給的AM頻道。

Channel 1 : Hong Kong Pop Chart 潮播香港 (DAB)

Channel 2 : Hong Kong Pop Chart 潮播香港 (DAB+)

Channel 3 : Hong Kong Legend 中文金曲台 (DAB+)

Channel 4 : Mandarin Pop 流行中國 (DAB+)

Channel 5 : Chinese Opera 梨園笙歌 (DAB+)

Channel 6 : Chinese All Time Hits 中華經典 (DAB+)

Channel 7 : Classical Mood 古典閒情 (DAB+)

Channel 8 : Classical Picks 精選古典 (DAB+)

Channel 9 : J-Pop 東瀛流行放送 (DAB+)

Channel 10 : K-Pop 哈韓熱浪 (DAB+)

Channel 11 : Philippine Beat 菲島浪潮 (DAB+)

Channel 12 : Indonesian Zone 印尼之聲 (DAB+)

Channel 13 : Top of the Pops 勁歌狂飆 (DAB+)

Channel 14 : Golden Oldies 世紀珍藏 (DAB+)

Channel 15 : Lite Music 輕曲妙韻 (DAB+)

Channel 16 : All that Jazz 爵樂無窮 (DAB+)

Channel 17 : Easy Listening 怡情樂苑 (DAB+)

Channel 18 : Live Concerts 拉闊歌藝 (DAB+)

Channel 19 : Soundtracks 光影留聲 (DAB+)

Channel 20 : Latin Music 情迷拉丁 (DAB+)
2010年11月29日，香港數碼廣播有限公司恢複數碼廣播技術測試，設有7條數碼頻道，直至2011年正式商業牌照發出後結束：

Channel 1 : Chinese Picks 中文歌曲精選

Channel 2 : English Picks 英文歌曲精選

Channel 3 : Kids Learning 兒歌學園

Channel 4 : Religious 宗教音樂

Channel 5 : Chinese Opera 梨園笙歌

Channel 6 : Philippine Beat 菲島浪潮

Channel 7 : Indonesian Zone 印尼之聲
2011年3月23日，DBC 香港數碼廣播有限公司開始為期六個月的第三階段聲音廣播技術測試，並由原來的220.352兆赫轉換到222.064兆赫的Band III 11D頻道繼續進行測試。同年6月8日，香港的數碼聲音廣播籌備工作進入新階段，各電台將選定的頻道之組別編號，其中香港數碼廣播的編號為「0」，預計同年年底正式啟播。

### 啟播
2011年8月15日，數碼大歌台率先啟播，正式邁向香港廣播界歷史新一頁，首個直播節目為由湯正川主持的正係好音樂，於當晚9時起播出。
2011年8月19日，數碼大戲台啟播。
2011年9月11日，數碼大錢台啟播。
2011年9月26日，數碼大台啟播。
2011年11月1日起，與電訊盈科合作，透過now寬頻電視傳送數碼大聲台（571頻道）、數碼大家台（572頻道）、數碼大錢台（573頻道）、數碼大晒台（574頻道）、數碼大同台（575頻道）、數碼大歌台（576頻道）及數碼大戲台（577頻道）。
2011年11月13日，數碼大同台啟播。
2011年12月13日，數碼大家台啟播。
2012年5月15日，數碼大聲台啟播，標誌着DBC七條頻道全部啟播。
香港數碼按牌照要求，以書面向政府表示於2012年9月21日正式啟播。

### 停播風波

#### 股東爭議/政治打壓
2012年8月3日，由於4名股東（黃楚標、李國寶、李國章、黃子欣）不願按原訂計畫注資5千萬，也不願出售股份或招股，圖令DBC被迫清盤，讓政府收回其廣播牌照。創辦人鄭經翰稱是受到中聯辦打壓，及後鄭經翰表示，梁振英亦可能涉及其中，而黃楚標在接受東方報業集團訪問時，則指出已經投資過億仍然未見成效，曾說過「你(記者)有無聽過我個台?」。又指鄭經翰高薪挖角，大花資金云云，故決定拒絕注資。但鄭經翰回應指，並非以高薪挖角，而是於節目廣告中對主持人分紅。
10月10日，行政總裁何國輝接受商台《在晴朗的一天出發》訪問時補充，曾有其他人士願出價購入黃楚標的股份，但黃的條件是要終止鄭經翰與DBC廣播的全部合約，即台長職位與節目主持兩份合約，雙方因而談不攏。

#### 停播及員工義播
經一輪遣散，9月11日後數碼電台主持人及員工數目由若百人減至只餘下若40人。2012年10月9日傍晚5時52分左右數碼大聲台節目十級自由Phone直播由「大班」鄭經翰和何國輝宣佈DBC緊急董事會流會，同時宣佈DBC正常廣播於翌日下午5時終止，5時起至8時由餘下主持向聽眾告別，2012年10月10日晚上8時正之後正式停止所有節目。通訊事務管理局辦公室於10月10日下午接獲涉及香港數碼於當晚八時後停止運作事宜的書面通知。
鄭經翰於10月10日特備節目內表示，他與何國輝、夏佳理會以私人身分共同承擔員工於10月1日至10日的薪酬及遣散費。節目內亦提及，部份主持醞釀發起「義播雲天七日情」七天無薪義播。對此，鄭經翰表示有保留，因他認為宣佈停播後又復播會損害DBC的公信力，是日停播對他個人來說亦是一種解脫，但他會支持員工的決定。2012年10月12日，數碼廣播以書面通知通訊事務管理局辦公室，將於10月15日恢復廣播。法律顧問鄭家富表示將按計劃與多名節目主持人，於15日起以無償方式義播7日，計畫中於10月19日至21日，義播行動會移師至添馬艦政府總部集會，要求商務及經濟發展局局長蘇錦樑如處理近年亞洲電視股東爭議般介入調停。
10月16日中午，即義播第二天，台長鄭經翰接獲黃楚標陣營發出的律師信，質疑義播會損害公司利益，員工在其後開始收拾物品準備。翌日下午，黃楚標向法庭申請接管令獲勝訴，公司於10月18日起由德勤會計師事務所接管，但法庭質疑終止義播會間接導致電台停牌。

#### 股東爭拗後期
2012年12月12日，行政總裁何國輝發出聲明交代事情進展：
|  | ……我們（鄭經翰、何國輝）曾在十一月三十日以至誠向黃楚標先生、李國寶先生、李國章先生、黃子欣先生（下稱「三不股東」）提出一個可以讓DBC繼續營運和茁壯成長的建議。 正是「你既無心我接手」！我們的建議，是公司發行新股予我們，讓管理層不受干預全力發展DBC。我們將承擔所有債務，以及日後所有日常營運開支，若四位「三不股東」接受我們的建議，我們將會應通訊管理局的要求，盡快全面復播。其他股東從此免責，亦無需再作任何注資。至於股東貸款，則仍按現有股東協議處理，對所有股東有利無害。 但「三不股東」不但拒絕了“三贏方案”的建議，更提出一個令我們不能接受的反建議，我們遂於十二月十日再遞交了一個類似“福臨門”以公平商業原則進行的雙方股東競投股權的方案**給對方重新考慮。 與此同時，我們亦根據《公司條例》第168A條，正式入稟法院，要求處理黃楚標先生、李國寶先生、李國章先生、黃子欣先生四位股東的「三不態度」（不注資、不買、不賣），我們尊重法治，有信心法院會作出合理裁決，保障公眾及我們作為「少數股東」的權益及公司利益。 |

12月10日拍賣股份的方案提出後不久，黃楚標態度突然轉變，忽聯絡何國輝指願意收購鄭、何、夏三人之全部股份，並聘請鄭經翰及何國輝6個月作復播顧問。雙方協議定於12月31日簽署。
12月17日，由林旭華牽頭的「D100義播雲天90日」網絡電台廣播開始，務求延續DBC的廣播服務。鄭經翰稱出售DBC股份後所得金額將投入D100網台，包括發展網絡收音機及電話收音機等收聽渠道。
及至12月31日簽約前，黃楚標一方突然提出多一個條件，鄭經翰等人認為不合理，並指對方無誠意解決問題，數碼電台之股東爭拗遂未能解決，而D100則失去該筆資金。
2013年1月4日，雙方簽訂買賣合約，鄭經翰、何國輝及夏佳理將按比例共獲6400万回購金額，簽訂後鄭經翰指不會再在DBC開咪。

### 復播
股東爭拗解決後，黃楚標成為最大股東，鄭經翰則全面退出自己一手創辦的DBC，而與股東黃楚標成交後即時取回投資DBC的半數本金，餘款在2013年底取回，鄭經翰說有關資金將會投放網台D100。
2013年1月8日，DBC 7條頻道恢復大氣廣播信號。新台長麥潤壽指，暫定1月11日復播第一、五、六及七台，後兩者以電腦自動播放金曲為主。麥繼續主持《星空再遇鐵達尼》。麥指尚在物色論政節目主持，「要有自己立場，但一定要中肯」。
2013年1月11日，DBC 7條頻道開始分別播放不同歌曲及音樂。台長麥潤壽於節目官方專頁表示，一台及五台將於1月28日恢復節目。
2013年1月28日，通訊局批准DBC的股份轉讓申請，同時決定就DBC在2012年10月21日至2013年1月11日中斷廣播服務違反牌照條款罰款20萬。
DBC電台同日以新口號「一個有心的電台」正式復播，並在復播儀式中公佈節目主持人選。
2013年1月28日，香港數碼廣播有限公司恢復數碼廣播，設有7條數碼頻道：

DBC 數碼1台: 專業態度 為市民服務

DBC 數碼2台: 緊貼時事 全程關注

DBC 數碼3台: 城市清泉 扣動心弦

DBC 數碼4台: 流行音樂 至新至潮

DBC 數碼5台: 民族共融 樂在其中

DBC 數碼6台: 經典重現 百聽不厭

DBC 數碼7台: 大戲連場 可以一齊聽一齊唱
同年9月16日，7條頻道重新定位及更換名稱。
DBC 數碼1台 旗艦台：配合你的生活　日日為你導航

DBC 數碼2台 新聞台：數碼新聞爽快　求真更傳神

DBC 數碼3台 財經台：創造時勢　赢在當前

DBC 數碼4台 校園台：呢度係全港最大的校園　呢度係全港最大的校園台　呢度係DBC數碼4台校園台

DBC 數碼5台 笑融台：民族共融　樂在其中

DBC 數碼6台 金曲台：忘不了的旋律 停不了的音樂

DBC 數碼7台 戲曲台：曲藝情濃 戲派萬千
12月20日，7條頻道正式廣播。2014年3月31日，7條頻道重新登陸 NOW TV，並於原有的571-577頻道廣播；同年6月15日，7條頻道亦正式登陸香港有線電視501台，和 NOW 不同的是，7條頻道被置於7條聲道中，用戶以遙控器揀選對應的聲道，便能接收不同頻道的訊號。

### 2014年
9月10日，旗艦台、新聞台及財經台遷至灣仔電訊大廈，並耗資近5,000萬元，興建多媒體中心，錄音、錄像及播放設施，質素媲美電視台之製作規格。錄音室的主要指標噪音等級（NR RATING）要求一般是NR25或更高，而DBC數碼電台多媒體中心直播室之指標能低至NR20，質素高於其他同業。至於另一技術指標殘響時間（Reverberation Time），此多媒體中心亦有效地控制在0.2秒或以下，進一步提升音響的質素。
同日，金曲台更名為音樂台；而戲曲台亦會於9月14日開始直播賽馬。
9月15日，座落於電訊大廈的全新多媒體中心正式全面投入服務，旗艦台、新聞台及財經台移師灣仔多媒體中心。
11月8日，進行了新一次的大配模節目改動，加強時政、音樂、消閒、校園類節目，並有多名星級主持加盟。

### 2015年
2月2日，推出會員專區，登記成為會員即可免費重溫節目。
DBC數碼電台其餘幾個頻道之直播室將於2015年9月搬到灣仔電訊大廈的另一樓層。
10月21日，宣布精簡架構，並裁減三成員工，將資源集中到數碼1至3台及dbc TV業務。新聞部裁減約30人，只餘下9人進行每小時的新聞簡報，並終止外勤採訪。 數碼2台在11月16日起轉型為年輕人潮流資訊頻道。
2015年11月15日起，頻道架構重整，各頻道作出以下更動：
- 數碼1台逢星期六聯播數碼2台me2。
- 數碼2台更名為dbc me2，定位為年青人的頻道。逢星期日聯播數碼1台。新聞台永久停播，《DBC主場》改為數碼1台及3台聯播。
- 數碼4台更名為華語音樂台。數碼4台、5台、6台、7台停播主持人節目，改為24小時按不同主題播放各類精選音樂。大部分原有的4台及6台的主持人節目轉移至me2。
- 數碼7台取消直播賽馬。

### 2016年
2月18日，李居明在新光中國成立記者會中，宣佈和DBC簽訂合約，在2月29日起逢星期一至五中午時段，於數碼7台播放新節目《戲曲一周》，介紹中國戲曲文化資訊。此節目(6月20日第81集起更名為《大新光圈》)是數碼7台現時唯一的主持人節目。
4月9日起，數碼4台有限度恢復主持人節目，推出有關本地獨立音樂的節目《獨立包裝》，逢星期六播出。翌日，週日節目《森木林》啟播(已於5月15日播出最後一集)。
8月8日，DBC數碼電台早上知會政府交還數碼聲音廣播牌照，表示由於本港數碼聲音廣播業務發展步伐未如理想，公司業務得不到廣告的支持，經股東及董事會議決交還聲音廣播牌照，而大部分員工將服務至9月7日。
9月8日開始，經通訊局批准，DBC數碼電台所有頻道改為重播過往電台節目或播放音樂，其七條頻道都不會播放政府宣傳聲帶及通訊局宣傳材料。而播放安排為一台旗艦台、三台財經台聯播，二台me2獨立播放，四台華語歌曲台、五台笑融台、六台音樂台、七台戲曲台聯播，電台將按照牌照繼續安排廣播至局方批准停止服務為止。網頁方面，以往的新聞財經版面以及視像直播等被移除，只保留節目表、DBC博客、聲音直播及過往節目重溫等頁面。同日起dbcTV1及dbcTV3暫停服務。

## 爭議
雄濤廣播在申請聲音廣播牌照時，曾經表明「計劃採用『多路傳輸』系統和共用發射天線方式傳送服務，避免建造一座新的發射站的需要」，並稱「預計沒有進行建築工程的需要」。不過雄濤廣播後來改變主意，於2008年9月計劃在坪洲東南部的手指山，興建一座新的發射站。這引起了坪洲居民強烈不滿，爭取停止該項工程。雄濤廣播解釋，因為現時的商營電台不願讓雄濤共用發射天線，所以才需要新發射站。最後，雄濤廣播決定改為使用數碼廣播，平息這場爭議。

## 公司架構

### 股東
- 黃楚標（持有100%股份）

### 股權變動
- 2011年，股東胡漢清出售3.33%股權予鄭經翰（增持至23.33%）；
- 2012年，股東爭拗後，鄭經翰（23.33%）聯同何國輝（6.67%）及夏佳理（10%）出售予黃楚標（增持至60%）；
- 2013年，股東李國章（10%）、李國寶（10%）、黃子欣（10%）聯同蒙民偉遺產執行人（李國寶、蔡奮強，10%）出售總共39.48%予黃楚標（增持至99.6%）；另外，李國章、李國寶、黃子欣各減持至0.13%
- 2015年8月，李國章、李國寶、黃子欣各持有0.13%股權全數轉讓予黃楚標，黃楚標自此全資擁有DBC

### 董事會
- 主席：李國章
  - 董事：李少光
  - 董事：彭玉榮
  - 董事：羅燦

### 管理層
- 行政總裁：羅燦
  - DBC旗艦台台長: 楊振耀
  - 新聞總監: 羅樹基
    - 前任首席主播：鄧景輝（已歿）

  - DBC me2台長：莫鳳儀 (兼DBC首席顧問)
    - 執行節目監製：姚秀鈴

  - DBC財經台台長：馮淑媚
    - 副總監：李鴻彥

  - DBC笑融台台長：練瑞祥 (兼DBC節目及資源主管)
  - DBC音樂台及DBC戲曲台台長：何重立 (兼DBC節目及音樂總監)

## 旗下頻道

### 數碼一台旗艦台
- 選台號碼：01
- DBC 1
- 時政娛樂 生活導航
- 一個內容包羅萬有的綜合廣播平台，容納社會各階層的聲音，不偏不倚剖析當今時政局勢。掌握最潮生活文化娛樂資訊，自製多元化節目，為聽眾生活注入歡樂元素。

### 數碼二台me2
- 選台號碼：02
- DBC 2
- 異想天開 青新力量
- 90後主場，沸青非常吹水平台！由貼地網絡熱話到堅離地夢想起飛；由潮爆K-Pop 韓風、日語J-Pop放送、到香港新歌串流；由朝朝Good Morning 到每一個晚上，日日空中傳情。貼地聚焦，香港限定，為本地沸青提供一個發光、發聲、發熱平台。

### 數碼三台財經台
- 選台號碼：03
- DBC 3
- 贏盡油、金、股、輪、匯、債、樓
- 廣東話財經頻道。每逢港股交易日追蹤香港股市實況，時刻留意衍生工具市場最新動態，更提供美股、外匯、商品、樓市、窩輪、牛熊證、期指、期權等不同範疇的行情資訊，讓聽眾掌握第一手資料，贏在當前，賺之有道。

### 數碼四台華語歌曲台
- 選台號碼：04
- DBC 4
- 華語歌曲 百聽不厭
- 廿四小時播放華語音樂之頻道。由一眾資深音樂人，為你無間斷播放刻下流行之旋律、以及耳熟能詳之老歌。音樂導賞帶你走進廣闊的音樂空間，享受數碼廣播之非凡音色。

### 數碼五台笑融台
- 選台號碼：05
- DBC 5
- 多元文化音樂 民族共融
- 為香港首條以服務不同族裔人士而設的數碼電台頻道。提供多種語言歌曲，包括印尼語、菲律賓語、巴基斯坦語、印度語、泰語、英語等切合各族裔聽眾需要，推動民族共融。

### 數碼六台音樂台
- 選台號碼：06
- DBC 6
- 外語歌曲 流行經典
- 歐美流行音樂與經典歌曲廿四小時輪流播放，每週六、日更有流行音樂會、經典樂人與歌曲及舞不停時段，以數碼無暇音色帶你遊走浩瀚音樂領域。

### 數碼七台戲曲台
- 選台號碼：07
- DBC 7
- 傳統國粹 戲曲匯聚
- 中國戲曲的電台頻道。播放粵劇、京劇、越劇、黃梅調，以及潮州大戲等各式中國樂曲，讓聽眾透過不同類型的戲曲，享受非同尋常的娛樂。

### DBC TV1
- 綜合dbc1旗艦台及dbc2 me2 的電視直播頻道，全天候送上時事、娛樂、音樂及生活資訊的視象內容。
- DBC TV1

### DBC TV3
- 現場直播dbc3財經台的電視頻道，交易日送上即市分析，假日則送上各類音樂及旅遊節目。
- DBC TV3

## 前任節目主持

### 旗艦台
| 姓名          | 現主持節目                                              | 曾主持節目 | 備註                                                                                              |
| ------------- | ------------------------------------------------------- | --- | ------------------------------------------------------------------------------------------------- |
| 楊振耀        | 《早晨八達通》                                          | |                                                                                                   |
| 馮振超        | 《早晨八達通》                                          | | 兼任now新聞台時事全方位節目主持、免費報章am730副社長                                              |
| 盧覓雪        | 《早晨八達通》                                          | 《我哋唔政經》 |                                                                                                   |
| 鄭承隆        | 《早晨八達通》                                          | |                                                                                                   |
| 馮智政        | 《早晨八達通》                                          | |                                                                                                   |
| 許楨          | 《早晨八達通》                                          | |                                                                                                   |
| 梁思浩        | 《大家真風騷》                                          | 香港電台第二台《瘋show快活人》、《唔係呀嘛who la la》、《精靈廣播集團》、《食神》                                    | 兼職香港有線電視                                                                                  |
| 江美儀        | 《大家真風騷》、《李居明妙論天下第二季》                | 香港電台第二台《瘋show快活人》、DBC《女皇頭 老襯底》                                                                 | 兼職無綫電視                                                                                      |
| 陳彥行        | 《大家真風騷》                                          | 《寵愛有家》、《保衛地球大作戰》香港電台第二台《瘋show快活人》                                                       |                                                                                                   |
| 莊思敏        | 《大家真風騷》                                          | 香港商業電台《大龍鳳》                                                                                               | 兼職無綫電視                                                                                      |
| 黃靜 (Kawaii) | 《大家真風騷》                                          | 《娛樂真風騷》、香港電台《晨光第一線》、《娛樂滿天星》、《一時貪玩》、《創KaPo夫》、《創Ka童話》、《輕談淺唱不夜天》 |                                                                                                   |
| 鄒攝          | 《大家真風騷》                                          | 《娛樂真風騷》 | 兼職球星台                                                                                        |
| 張啟樂        | 《大家真風騷》                                          | 《娛樂真風騷》 | 曾經為亞洲電視藝員                                                                                |
| Bonnie        | 《大家真風騷》                                          | | 曾經為亞洲電視藝員                                                                                |
| 吳綺莉        | 《越界傾情》                                            | 商台《一圈圈》 | 1990年亞洲小姐冠軍得主                                                                            |
| 徐駿楠        | 《越界傾情》                                            | |                                                                                                   |
| 鄭啟泰        | 《告士打道3號》                                         | 新城娛樂台《星期日大菠蘿》、《生活好國度》、《伴你出髮》                                                             | 亞洲電視節目主持人                                                                                |
| 利嘉兒        | 《告士打道3號》                                         | |                                                                                                   |
| 小飛(羅敬文)  | 《飛常聽》                                              | 《黑森林》、商業電台《又愛上‧子夜場》、《發現新大陸》                                                                |                                                                                                   |
| 鄭晉軒        | 《Area51區》、《黃竹坑同學會》、《C人薦》、《末日樂園》 | 《華語音樂傳媒推薦榜》、前浸大電台台長                                                                               |                                                                                                   |
| 卓飛          | 《Area51區》                                            | 香港著名神秘學節目主持                                                                                               | 《無厘頭9》、Leedeeradio《山城搜奇》、《型男必玩》；源網台《MJ13》;好大個網《妖言惑眾》；MJ13主持 |
| 積奇          | 《Area51區》                                            | 前怪談幕後工作人員                                                                                                   |                                                                                                   |

### Me 2
| 姓名      | 現主持節目                           | 曾主持節目               | 備註                 |
| --------- | ------------------------------------ | ------------------------ | -------------------- |
| 劉美娟    | 《1+寶貝》                           | 旗艦台《撐起半邊天》     | 前無線電視藝員       |
| 譚玉瑛    | 《每一個晚上》                       | 前無線電視兒童節目主持人 | 兼任無線電視節目主持 |
| 泇泇      | 《非常班房》、《為食泇》             | 前Roadshow主持人         |                      |
| 江德陽    | 《非常班房》                         | 前Roadshow主持人         |                      |
| 詩棓 CPui | 《詩＋音樂》《唱出真我》《飛比尋常》 | 現職香港電台主持人       |                      |

### 財經台
| 姓名   | 現主持節目                                                 | 曾主持節目                  | 備註                |
| ------ | ---------------------------------------------------------- | --------------------------- | ------------------- |
| 火燎森 | 《火速燈台》                                               | 商業電台雷霆881《星火燎原》 |                     |
| 黃國英 | 《數碼講華爾街》                                           |                             |                     |
| 劉智傑 | 《贏在起跑線》                                             |                             |                     |
| 梁心欣 | 《贏盡全場》（上午）                                       |                             |                     |
| 陳政深 | 《贏盡全場》（上午及下午）﹑《贏在起跑線》﹑《品味金融圈》 |                             | DBC數碼電台高級監製 |

### 華語歌曲台
| 姓名   | 現主持節目               | 曾主持節目                            | 備註 |
| ------ | ------------------------ | ------------------------------------- | ---- |
| 文卓森 | 《獨立包裝》、《森木林》 | 《職場引爆》、《C人薦》、《末日樂園》 |      |
| 何兆   | 《獨立包裝》             |                                       |      |

### 音樂台
| 姓名   | 現主持節目   | 曾主持節目     | 備註                |
| ------ | ------------ | -------------- | ------------------- |
| 葉曦揚 | 《夜空傳情》 | 《愛與樂飛行》 | 節目中別名：Sunny仔 |

### 戲曲台
| 姓名 | 現主持節目 | 曾主持節目 | 備註 |
| ---- | ---------- | ---------- | ---- |

## 已離職節目主持
| 姓名              | 離職前主持節目                                                                                             | 曾主持節目 | 去向                                   |  |
| ----------------- | --- | --- | -------------------------------------- |  |
| 蔡敬雯            | 《DBC新聞天地》                                                                                            | | 轉職香港電台                           |  |
| 黎則奮 (Q仔)      | 《大錢好世界》、《星期一樓市》、《特備節目特首選舉倒數》、《事有QK》、《政治經濟學（页面存档备份，存于）》 | 香港電台第一台《講東講西》、香港人網《智取太平山》 | 轉職D100網絡電台                       |  |
| 吳志森            | 《十級自由Phone》                                                                                          | 香港電台第一台《自由風自由Phone》 | 轉職D100網絡電台                       |  |
| 王慧麟            | 《早晨八達通》                                                                                             | |                                        |  |
| 梁家權            | 《早晨八達通》、《開心快活人》                                                                             | | 轉職D100網絡電台                       |  |
| 楊美儀            | 《美麗基因》、《星級大廚》                                                                                 | |                                        |  |
| 梁誠威            | 《星級大廚》                                                                                               | |                                        |  |
| 茜莉妹            | 《蘇民峰聽天遊命》、《女皇頭 老襯底》                                                                      | 商業電台 |                                        |  |
| 葉念琛            | 《大家真風騷》                                                                                             | |                                        |  |
| Ting Fung         | 《大家真風騷》                                                                                             | |                                        |  |
| 梁繼璋            | 《開心快活人》、《無男特工隊》                                                                             | 香港電台《清晨快活人》、《玩玩星期天》、《瘋show快活人》、香港人網《瘋騷快活人》 | 轉職D100網絡電台                       |  |
| 璋嫂              | 《中女社》                                                                                                 | |                                        |  |
| Eugene            | 《中女社》                                                                                                 | |                                        |  |
| Yufi              | 《中女社》                                                                                                 | |                                        |  |
| 馬小強            | 《開心快活人》、《無男特工隊》                                                                             | | 轉職D100網絡電台                       |  |
| 樓南光            | 《無男特工隊》<<為食麻甩Show>>                                                                             | | 轉職D100網絡電台                       |  |
| 馬恩賜            | 《傾國傾城》                                                                                               | 《十級自由Phone》、《隔晚賠率速遞 》、《DBC 夜馬直播》、《DBC 日馬直播》香港電台第一台《講東講西》 | 轉職香港電台                           |  |
| 王岸然            | 《十級自由Phone》                                                                                          | 人民電台《風波裡的龍門陣》、《忠言入耳》、《天下事》、《星期五講法律》 |                                        |  |
| 游清源            | 《十級自由Phone》                                                                                          | 商業電台《危險人物》、香港電台《海琪的天空》 | 轉職D100網絡電台                       |  |
| 王德全            | 《十級自由Phone》                                                                                          | 商業電台《十八樓C座》(參演及監製) | 轉職D100網絡電台                       |  |
| 林旭華 (Peter)    | 《十級自由Phone》                                                                                          | 商業電台《風波裡的茶杯》 | 轉職D100網絡電台                       |  |
| 鄺穎萱 (Carman)   | 《龍鳳大茶樓》                                                                                             | 《十級自由Phone》 | 轉職D100網絡電台                       |  |
| 鄭家富            | 《十級自由Phone》                                                                                          | | 轉職D100網絡電台                       |  |
| 賴健雄 (Ricky)    | 《十級自由Phone》                                                                                          | 商業電台、香港電台、新城電台 |                                        |  |
| 崔偉恆            | 《十級自由Phone》                                                                                          | 商業電台《光明頂》 |                                        |  |
| 陳海琪 (Ocean)    | 《海琪的天空》、《事有QK》                                                                                 | 商業電台雷霆881《成人知己》、商業電台叱咤903《音樂城》、《碟海琪兵》、《不再寂寞》、《週末流行曲琪》、《夜海琪情》、《海角天涯》、香港電台《輕談淺唱不夜天》、《夜傾情》、《小家小夫妻》、《午夜狂賓》、《巨獎之夜》、《一對寂寞的心》、《90男爭女鬥》、《海琪的天空》、香港電台第二台《琪想曲》、《AA與琪琪》、《樂在SUNDAY》、《樂壇超短波》、《香港大碟榜》、《本地唱片銷量榜》、《音樂至尊》、《縱橫四海》、《今夜守規矩》、《悠長假期》、新城勁歌台《海琪的天空》、《新夜傾情》 | 轉職鳳凰優悅電台                       |  |
| 湯正川            | 《正係好音樂》                                                                                             | 香港電台《正選好音樂》 |                                        |  |
| 伍家廉            | 《黃金的旋律》                                                                                             | 香港電台第一台《黃金的旋律》、《靈機一觸洪朝豐》、《日月星辰》、新城電台《日月星辰》 | 轉職D100網絡電台                       |  |
| 顏聯武            | 《霎時衝動》                                                                                               | 新城電台《霎時衝動》 | 轉職D100網絡電台                       |  |
| 陳永業            | 《音樂真情人》                                                                                             | 香港電台第一台《音樂情人》 | 轉職D100網絡電台                       |  |
| 杜雯惠 (Ada)      | 《音樂真情人》、《好友感覺》                                                                               | 香港電台第二台《人間定格》、《音樂感覺杜雯惠》、《極品音樂室》、《文化大都會》 | 轉職D100網絡電台                       |  |
| 何凱婷            | 《DBC金融天地》、《大錢好世界》、《數碼運動場》、《DBC X-Life》                                            | 香港電台第二台《守下留情》、《晨光第一線》 | 轉職D100網絡電台                       |  |
| 許文昌            | 《DBC金融天地》、《大錢好世界》、《星期五講法律》 、《特備節目特首選舉倒數》                               | 香港人網《股掌之中》、《皇上有話兒》 |                                        |  |
| 施仁醒            | 《大錢好世界》、《星期五講法律》                                                                           | |                                        |  |
| 譚紹興            | 《大錢好世界》、《大錢學堂》                                                                               | 香港電台第一台《一桶金》 |                                        |  |
| 江小魚            | 《大錢好世界》、《股市熱鬧》                                                                               | 香港電視廣播《小魚大茶飯》 |                                        |  |
| 白戶              | 《股市熱鬧》                                                                                               | |                                        |  |
| 吳小野            | 《股市熱鬧》                                                                                               | |                                        |  |
| 鄺晶晶            | 《星期一名人講錢》、《大錢學堂》                                                                           | 前亞視主播，耀才財經台 |                                        |  |
| 王文彥            | 《星期一樓市》                                                                                             | |                                        |  |
| 許健生            | 《星期二 IT Talk》                                                                                         | |                                        |  |
| 莫乃光            | 《星期二 IT Talk》                                                                                         | |                                        |  |
| 黃岳永            | 《星期二 IT Talk》                                                                                         | |                                        |  |
| 方保僑            | 《星期二 IT Talk》                                                                                         | |                                        |  |
| 劉致新            | 《星期三講紅酒》                                                                                           | |                                        |  |
| 郭偉信            | 《星期三講紅酒》                                                                                           | |                                        |  |
| 佘宗明            | 《星期四講名錶》                                                                                           | |                                        |  |
| 張錦滿            | 《星期四講名錶》、《Hole in One》                                                                          | |                                        |  |
| 區紹熙            | 《Hole in One》                                                                                            | |                                        |  |
| 劉兆生            | 《Hole in One》                                                                                            | |                                        |  |
| 林家亨            | 《國金交易所》                                                                                             | |                                        |  |
| 鄧偉基            | 《國金交易所》                                                                                             | |                                        |  |
| 丁世民            | 《國金交易所》                                                                                             | |                                        |  |
| 沈振盈            | 《國金交易所》                                                                                             | |                                        |  |
| 黃耀明            | 《國金交易所》                                                                                             | |                                        |  |
| 李慧芬            | 《國金交易所》                                                                                             | |                                        |  |
| 黃國英            | 《國金交易所》                                                                                             | |                                        |  |
| 文錦輝            | 《國金交易所》                                                                                             | |                                        |  |
| 江瓊珠            | 《周末書會》                                                                                               | |                                        |  |
| 許廸鏘            | 《周末書會》                                                                                               | |                                        |  |
| 方任利莎 (方太)   | 《方太出馬》                                                                                               | |                                        |  |
| Bobo Bonita       | 《方太出馬》                                                                                               | |                                        |  |
| 杜輝              | 《DBC X-Life》                                                                                             | |                                        |  |
| 旅遊鍾            | 《旅遊玩家》                                                                                               | | 轉職D100網絡電台                       |  |
| 卓文慧(小卓)      | 《旅遊玩家》                                                                                               | | 轉職D100網絡電台                       |  |
| 陳俊偉            | 《旅遊玩家》                                                                                               | | 轉職D100網絡電台                       |  |
| 錢志健            | 《對沖人生路》                                                                                             | | 轉職D100網絡電台                       |  |
| 蔡浩樑            | 《醫生。為甚麼？》                                                                                         | 《實用星期六》、《住家男人周日版》、《中午丙組》、《星期日全食》、《一路926》、《拆散科學》、《體育世界》、《開心日報》、《精靈一點》、《故事的故事》 | 轉職D100網絡電台                       |  |
| 勞永樂            | 《醫生。為甚麼？》                                                                                         | | 2015年5月9日逝世                       |  |
| 呂山清 (小米)     | 《足球龍門陣》、《小米看世界》                                                                             | 香港人網《皇上有話兒》、《翻本兄弟》 |                                        |  |
| 袁文傑            | 《足球龍門陣》                                                                                             | MyRadio《至Goal無敵》、香港人網《袁外之音》 | 轉職無綫電視                           |  |
| 林匡正            | 《足球龍門陣》                                                                                             | 香港人網、OurTV《唔啱講到啱》 |                                        |  |
| 蘇子傑 (肥 So)    | 《足球龍門陣》                                                                                             | |                                        |  |
| 大頭              | 《足球龍門陣》                                                                                             | |                                        |  |
| 李潤褀            | 《足球龍門陣》                                                                                             | |                                        |  |
| Gigi              | 《足球龍門陣》                                                                                             | |                                        |  |
| Miko              | 《足球龍門陣》                                                                                             | |                                        |  |
| Raymond           | 《足球龍門陣》                                                                                             | |                                        |  |
| 長毛              | 《足球龍門陣》                                                                                             | |                                        |  |
| 陳茂賢            | 《足球龍門陣》、《DBC 夜馬直播》、《DBC 日馬直播 》、《大銭馬經》                                          | |                                        |  |
| 陳華棟            | 《DBC 夜馬直播》、《DBC 日馬直播 》、《大銭馬經》                                                          | |                                        |  |
| 何其準            | 《DBC 日馬直播 》                                                                                          | |                                        |  |
| 醉不平            | 《DBC 夜馬直播》、《DBC 日馬直播 》                                                                        | |                                        |  |
| 黃志康            | 《DBC 夜馬直播》、《DBC 日馬直播 》、《大銭馬經》                                                          | |                                        |  |
| 周博賢            | 《怒漢推歌》                                                                                               | | 轉職D100網絡電台                       |  |
| 探長              | 《怒漢推歌》                                                                                               | | 轉職D100網絡電台                       |  |
| 黃津玨            | | 《音樂聲明》 |                                        |  |
| 細孖匡            | | 《有種播》 |                                        |  |
| 方梓豪            | | 《子夜詩》 |                                        |  |
| Ceci              | | 《子夜詩》 |                                        |  |
| 謝菲老師          | 《講好玩英文》                                                                                             | | 轉職D100網絡電台                       |  |
| Bill              | 《講好玩英文》                                                                                             | |                                        |  |
| Clement           | 《講好玩英文》                                                                                             | |                                        |  |
| 林子善            | | 《DJ ON AIR》 |                                        |  |
| 洪朝豐            | 《洪朝豐時段》、《子夜詩》                                                                                 | |                                        |  |
| 蔡芷筠 （Ger）    | 《八十後今晚起義》                                                                                         | |                                        |  |
| 陳景輝            | 《八十後今晚起義》                                                                                         | |                                        |  |
| 鄧小樺            | 《八十後今晚起義》                                                                                         | |                                        |  |
| 蔡嘉儀            | 《八十後今晚起義》                                                                                         | |                                        |  |
| 葉寶琳 （Bobo）   | 《八十後今晚起義》                                                                                         | |                                        |  |
| 林輝              | 《八十後今晚起義》                                                                                         | |                                        |  |
| 袁智仁 （原人）   | 《八十後今晚起義》                                                                                         | |                                        |  |
| 沈偉男 （Andrew） | 《八十後今晚起義》                                                                                         | |                                        |  |
| 波仔              | 《八十後今晚起義》                                                                                         | 數碼廣播助理監製 | 轉職香港網路廣播電台                   |  |
| 洪曉嫻 （Kitty）  | 《八十後今晚起義》                                                                                         | |                                        |  |
| 小丁              | 《八十後今晚起義》                                                                                         | |                                        |  |
| 張嘉雯            | 《八十後今晚起義》                                                                                         | |                                        |  |
| 梁安琪 (Angel)    | | |                                        |  |
| 麥潤壽            | 《星空再遇鐵達尼》                                                                                         | 香港電台第二台《星空奇遇鐵達尼》 |                                        |  |
| 黃偉民            | 《前因後果》                                                                                               | 《十級自由Phone》 | 轉職D100網絡電台                       |  |
| 胡燕泳            | 《DBC主場》                                                                                                | | 轉職無綫電視                           |  |
| 歐建樑            | 《好消息廣播站》                                                                                           | NOW 觀星台《娛樂審死官》 |                                        |  |
| 龐愛蘭            | 《撐起半邊天》                                                                                             | |                                        |  |
| 梁天偉            | 《DBC 主場》                                                                                               | | 香港樹仁大學新聞及傳播學系系主任兼教授 |  |
| 關偉              | 《DBC 主場》                                                                                               | |                                        |  |
| 盧愛玲            | 《DBC 主場》                                                                                               | |                                        |  |
| 陳慧兒            | 《DBC 主場》                                                                                               | |                                        |  |
| 盧覓雪            | 《我哋唔政經》                                                                                             | 無線網絡電視《覓食天下》 |                                        |  |
| 泰山              | 《我哋唔政經》                                                                                             | |                                        |  |
| 鄧景輝            | 《DBC新聞報導》                                                                                            | D100《D100新聞天地》、《世界公民》、《鄧景輝焦點新聞》、《風波裏的自由Phone》、《風波裏的茶杯》、《信義誠》、路訊通《RoadShow香港走出去》、《八九不離十》 | 2015年12月24日早上去世                 |  |
| 瑪姬              | 《有姬音樂》                                                                                               | |                                        |  |

## 外部連結
- DBC數碼電台官方網頁
- DBC 數碼電台 Facebook專頁（页面存档备份，存于）
- 香港數碼廣播Google+ 專頁（页面存档备份，存于）
- 香港數碼聲音廣播網站（繁體中文）
- 《就雄濤廣播有限公司的聲音廣播牌照申請徵詢公眾意見諮詢文件[永久]》，廣播事務管理局